# Maridaje

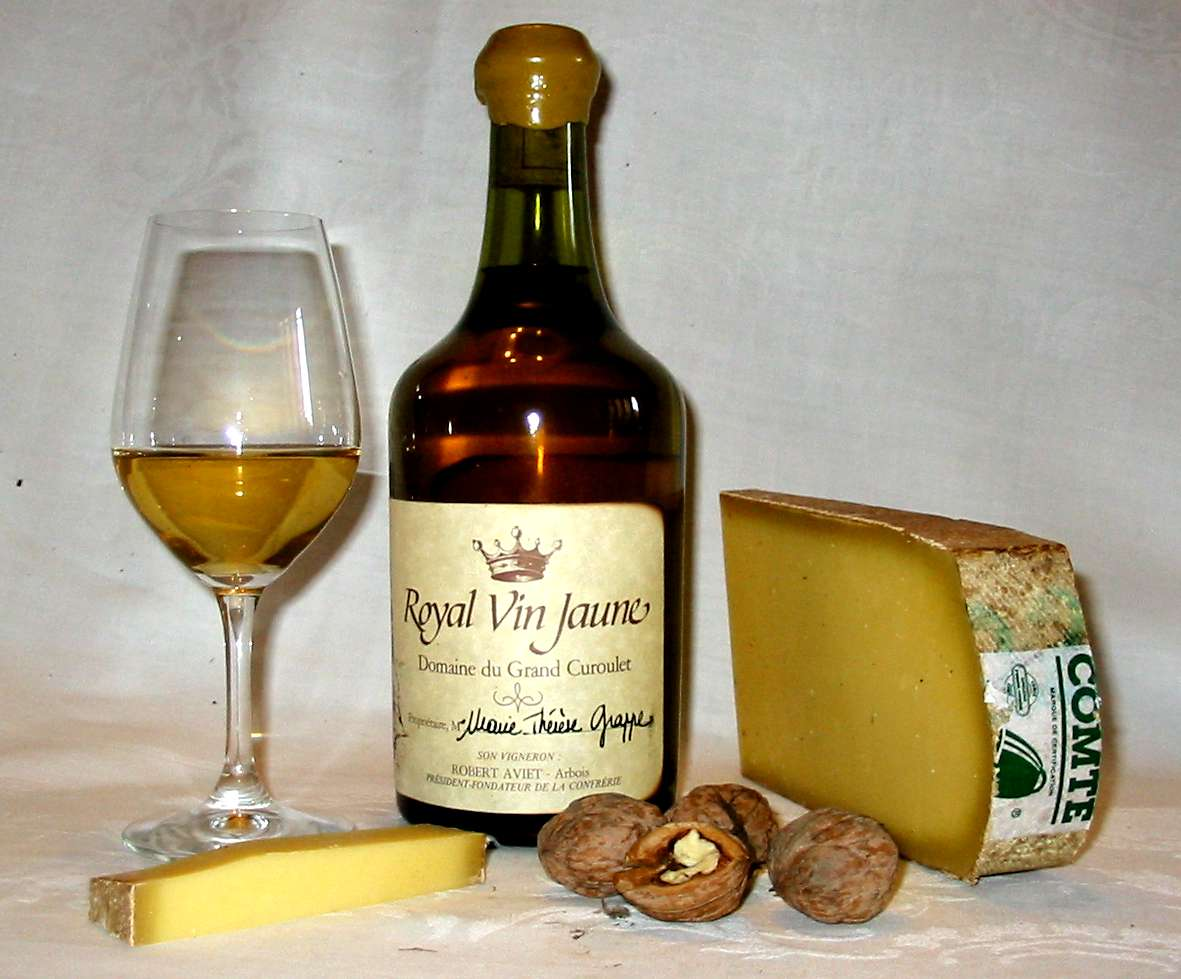
Maridaje de vin jaune con nueces y queso Comté.

El maridaje entre el vino y la comida es el proceso de unir un alimento con un vino con la intención de realzar el placer de comerlos.
En muchas culturas el vino ha sido considerado un alimento básico en la mesa, y de alguna manera tanto la producción como las tradiciones culinarias de una región han evolucionado conjuntamente a lo largo de los años. Más que seguir una serie de normas, las tradiciones culinarias lugareñas simplemente se combinaban con los vinos de la zona. Así, el arte de combinar los alimentos es un fenómeno relativamente nuevo y moderno que mueve a la industria editorial y a los medios de comunicación mediante publicaciones sobre el maridaje del vino y la comida.
El sommelier normalmente es el encargado de recomendar las combinaciones de comida y vino a los comensales. El concepto principal tras el maridaje reside en que ciertos elementos que se encuentran en los alimentos y en el vino, como la textura y el sabor, reaccionan de manera diferente al mezclarse; y encontrar la combinación adecuada de estos hará del comer una experiencia más placentera para el paladar. La máxima del maridaje es crear sensaciones nuevas, tanto en la degustación del vino como de la comida con la que lo acompañamos.

## Reglas generales
Los vinos suelen ser el complemento perfecto de la comida; y cada plato debe ir acompañado por una clase de vino en particular. Las reglas generales de combinación son las siguientes:
- Los vinos generosos acompañan bien un aperitivo.

- Los vinos tintos ligeros (jóvenes) acompañan muy bien al cordero asado, a la carne de ternera, a la de ave, las pastas, las verduras, la paella, los embutidos, los huevos fritos, el jamón y las sopas con base de carne.

- Los vinos tintos de cuerpo (crianza, reserva, gran reserva) van muy bien con los guisos y los estofados, el buey, los platos a base de caza, las legumbres, y los quesos fuertes y fermentados.

- Los vinos blancos secos ligeros son complemento perfecto de las ostras, la langosta a la plancha, los langostinos, las gambas, los cangrejos de río y los mariscos en general.

- Los vinos blancos secos son los acompañantes ideales de los calamares, los pescados cocidos en general, los fritos o asados, el centollo, la langosta cocida con mayonesa, el jamón, las chuletas de cordero, los caracoles, las sopas con base de pescado y los huevos.

- Los vinos dulces son excelentes para acompañar los postres con chocolate, los hojaldres y los bizcochos (el foie-gras puede acompañarse por un vino blanco dulce tipo "sauternes").

- Los cavas pueden utilizarse a lo largo de toda la comida con independencia del plato, debiendo ser preferentemente muy seco (tipo "brut").